# Дэлбэрхэй
Дэлбэрхэ́й (бур. Дэлбэрхэй) — село в муниципальном районе «Агинский район» Агинского Бурятского округа в Забайкальском крае России.
Входит в состав городского поселения «Орловский».

## География
Находится на левобережье реки Хилы, в 11 км к югу от центра городского поселения — пгт Орловский.
Климат
Климат характеризуется как резко континентальный засушливый. Абсолютный минимум температуры воздуха самого холодного месяца (января) составляет −56 °C; абсолютный максимум самого тёплого месяца (июля) — 38 °C. Среднегодовое количество атмосферных осадков составляет 250—380 мм.

## История
Образовано в 1948 году.
Название происходит от бурятского «дэлбэрхэ» — «раскалываться», «разливаться (о реке)», «дэлбэрхэй» — «потрескавшийся», «разорванный».

## Население
| 2010 | 2021 |
| ---- | ---- |
| 17   | ↘16  |

национальный состав
Согласно результатам переписи 2002 года буряты составляли 73 % от общей численности в 15 жителей.

## Инфраструктура
Сельское хозяйство. Действовал откормочный совхоз «Хилинский».

## Транспорт
Просёлочные дороги.